# Liste der Monuments historiques in Baslieux-sous-Châtillon
Die Liste der Monuments historiques in Baslieux-sous-Châtillon führt die Monuments historiques in der französischen Gemeinde Baslieux-sous-Châtillon auf.

## Liste der Objekte
| Bezeichnung                                                                   | Beschreibung           | Standort                      | Kennzeichnung | Schutzstatus | Datum | Bild |
| ----------------------------------------------------------------------------- | ---------------------- | ----------------------------- | ------------- | ------------ | ----- | ---- |
| Zwei Skulpturen: Madonna und heiliger Antonius                                | Stein, 16. Jahrhundert | in der Kirche St-Léger (Lage) | PM51000068    | Classé       | 1908  |      |
| Drei Skulpturen: Johannes der Täufer, heiliger Nikolaus und heiliger Leodegar | Holz, 16. Jahrhundert  | in der Kirche St-Léger (Lage) | PM51000069    | Classé       | 1908  |      |